# Marco Vipsanio Agrippa
Marco Vipsanio Agrippa (in latino Marcus Vipsanius Agrippa; Arpino, 63 a.C. circa – Campania antica, 12 a.C.) è stato un politico, militare e architetto romano che fu un caro amico, genero e luogotenente dell'Imperatore Augusto. È ricordato per essere l'architetto che realizzò la prima versione del Pantheon di Roma (il cui nome è possibile leggere sulla facciata) e per aver sconfitto quale comandante navale della flotta romana Marco Antonio e Cleopatra nella famosa battaglia di Azio.

## Biografia
Amico di Ottaviano, il futuro imperatore Augusto, fu suo fedele collaboratore. Agrippa fu artefice di molti trionfi militari di Ottaviano, il più considerevole dei quali fu la vittoria navale nella battaglia di Azio contro le forze di Marco Antonio e Cleopatra.

### Primi anni

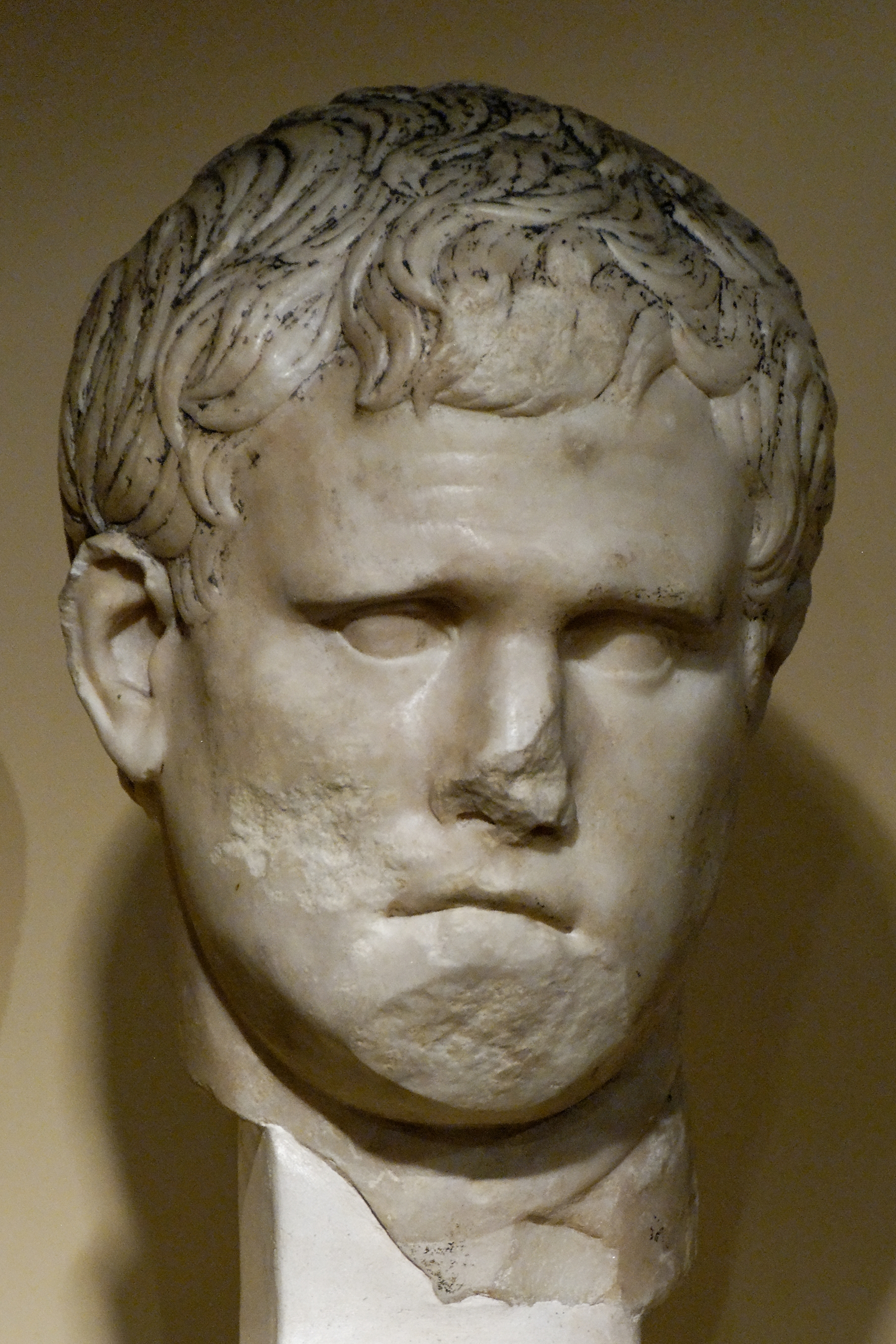
Ritratto di Agrippa (marmo lunense, fine I sec. a.C.), dagli scavi di Via del Mare, 1937, conservato presso Centrale Montemartini

Di origini modeste, nato forse ad Arpino, ma la questione è dibattuta. Alcuni studiosi, tra i quali Victor Gardthausen, David Ridgway, e R. E. A. Palmer, sostengono che la sua famiglia fosse originaria di Pisa nell'Etruria settentrionale. Figlio di Lucio Vipsanio Maggiore, aveva un fratello maggiore, Lucio Vipsanio Minore, e almeno una sorella, Vipsania Polla.
Aveva la stessa età di Ottaviano e i due erano amici intimi dall'infanzia. Quando Agrippa aveva circa 17 anni, suo fratello Lucio, che si era schierato con i pompeiani contro Cesare durante le guerre civili, venne catturato in Numidia. Essendo già stato catturato e graziato una volta, Cesare ne dispose la condanna a morte. Allora Agrippa supplicò Ottaviano di intervenire in favore di Lucio presso suo zio, cosa che fece con successo. Secondo molti autori, la gratitudine per quel gesto fu ciò che cementò l'amicizia e la lealtà di Agrippa verso Ottaviano. In seguito i due servirono come ufficiali di cavalleria sotto Cesare nella battaglia di Munda nel 45 a.C. Dopo la battaglia e il ritorno a Roma, Cesare adottò Ottaviano come suo erede legale. Mentre le fazioni senatoriali a Roma diventavano sempre più aggressive, Cesare inviò Ottaviano e Agrippa a studiare ad Apollonia con le legioni macedoni. Cesare inviò anche il figlio di uno dei suoi amici, Gaio Cilnio Mecenate, a studiare con loro, e anch'egli si legò di amicizia con Ottaviano e Agrippa.
Agrippa ottenne grande favore tra i legionari macedoni e dimostrò notevoli capacità di comando. In Grecia si occupò inoltre di architettura, acquisendo le capacità che avrebbe usato più tardi nella sua vita. Ad Apollonia li raggiunse la notizia dell'assassinio di Giulio Cesare nel 44 a.C. quando Ottaviano partì immediatamente per Roma.

### Ascesa al potere
Dopo il ritorno di Ottaviano a Roma, Agrippa in Grecia assunse il comando delle legioni macedoni (e principalmente la Legio IIII Macedonica) e le diresse a Roma in aiuto dell'amico. Con il sostegno delle legioni, Ottaviano poté concludere il patto con Marco Antonio e Lepido noto come "Secondo triumvirato" per contrastare gli assassini di Cesare. Agrippa combatté accanto a Ottaviano e ad Antonio come il più importante generale di Ottaviano nella decisiva battaglia di Filippi (42 a.C.).
Dopo il ritorno a Roma, Ottaviano inviò Agrippa (41 a.C.) a dirigere la guerra contro Lucio Antonio e Fulvia Antonia, rispettivamente fratello e moglie di Marco Antonio, che si concluse con la loro cattura a Perusia nel 40 a.C. Due anni più tardi, si recò nelle Tres Galliae come proconsole, dove represse prima una sollevazione tra gli Aquitani, poi attraversò il Reno per punire le aggressioni delle tribù germaniche e trasferire in territorio romano quella degli Ubii con il loro consenso. Al suo ritorno rifiutò il trionfo offertogli, ma accettò il suo primo consolato (37 a.C.).
In quel periodo Sesto Pompeo aveva il controllo del mare sulle coste dell'Italia. La prima cura di Agrippa fu di provvedere un porto sicuro per le sue navi, fece collegare il lago d'Averno al lago di Lucrino, che aveva uno sbocco verso il mare, costruendo il portus Iulius. Nel 37 a.C. Agrippa sposò Pomponia, figlia dell'amico di Cicerone, Tito Pomponio Attico, dalla quale ebbe la sua primogenita Vipsania Agrippina.
Ottaviano stesso combatté contro Sesto Pompeo, ma venne sconfitto nella battaglia navale di Messina nel 37 a.C. e di nuovo nell'agosto del 36 a.C. Agrippa, nominato comandante in capo della flotta, sottopose i suoi equipaggi ad uno stretto addestramento e nel 36 a.C. sconfisse Sesto Pompeo a Mylae e a Nauloco e in un mese distrusse completamente la forza navale di Sesto, ricevendo la corona navale per le sue vittorie in Sicilia.

### Cursus honorum

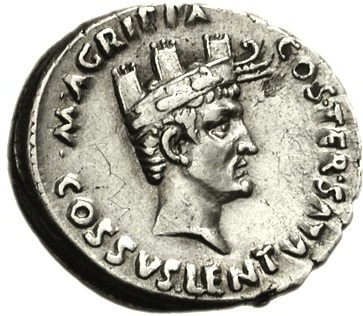
Agrippa con la corona navale, per commemorare le sue gesta nella battaglia di Azio. Tale corona è ritenuta simbolo ufficiale dell' "Onore del Comando di Nave in Mare".

Nel 33 a.C. fu eletto edile, carica in cui fece uso delle sue conoscenze di architettura. In quanto curator aquarum, iniziò la costruzione del monumentale acquedotto del Serino, una delle più grandi opere architettoniche dell'intero Impero Romano, destinato a rifornire la flotta imperiale ancorata a Miseno. Fece anche restaurare gli acquedotti più antichi e ne fece costruire due nuovi per rifornire la città di Roma (l'Aqua Iulia e, più tardi, nel 19 a.C., l'Aqua Virgo), collocando ovunque in città nuove fontane per distribuire l'acqua, fece restaurare e ripulire la Cloaca Massima e attuò la politica edilizia di Augusto nel Campo Marzio, costruendo terme, portici e giardini. Questa politica procurò ampi consensi al partito di Augusto che così poté propagandare di essersi preoccupato del benessere della città e l'aver migliorato la vita della plebe.
Agrippa fu richiamato di nuovo per prendere il comando della flotta quando scoppiò la guerra contro Antonio e Cleopatra. La vittoria di Ottaviano ad Azio nel 31 a.C., che gli diede il controllo di Roma, fu principalmente dovuta ad Agrippa. Per facilitare la sua ascesa al potere, Ottaviano lo associò alla famiglia imperiale, costringendolo a separarsi dalla moglie Claudia Marcella maggiore, sposata nel 28 a.C., per sposarsi invece con Giulia, la figlia di Augusto, rimasta vedova. Inoltre ottenne un secondo consolato con Ottaviano lo stesso anno. Nel 27 a.C., anno in cui Ottaviano ottenne il titolo di Augusto, Agrippa rivestì per la terza volta il consolato insieme all'amico.
Nello stesso anno costruì e dedicò il Pantheon, ricostruito in seguito sotto l'imperatore Adriano, che ripeté sulla trabeazione il testo dell'iscrizione dell'edificio, eretto da Agrippa durante il suo terzo consolato. Fece erigere anche il Campus Agrippae nella VII regio e a sua sorella compete invece l'erezione della Porticus Vipsania.
Gli anni seguenti al suo terzo consolato, Agrippa li passò in Gallia, riformando l'amministrazione provinciale ed il sistema tributario ed occupandosi della costruzione di un efficace sistema di strade e di acquedotti.

### Ultimi anni

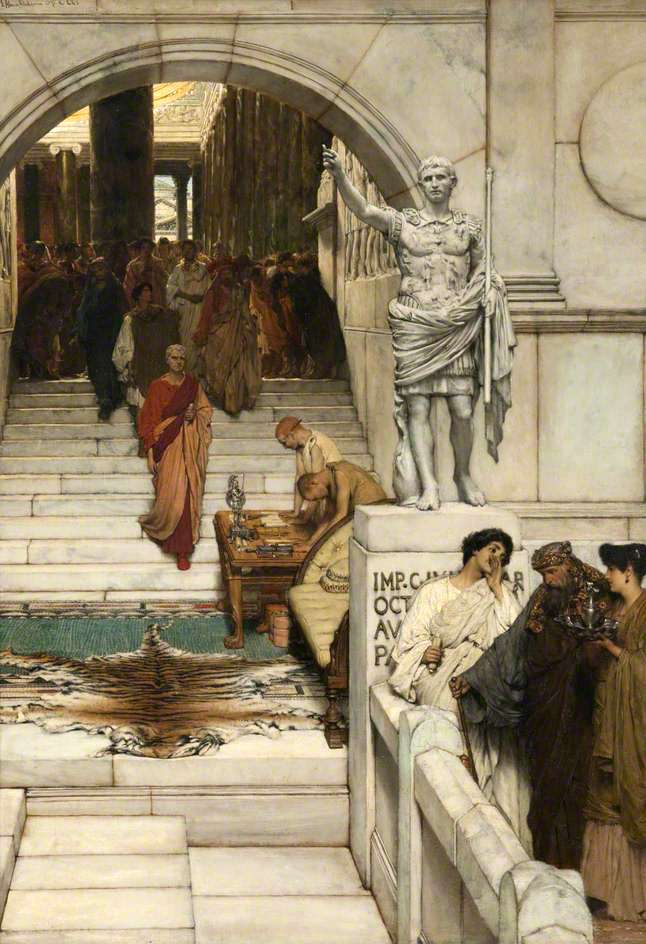
Lawrence Alma-Tadema, Un'udienza da Agrippa. Il fenomeno dei clientes era molto sviluppato in età imperiale, e anche le donne poterono quindi divenire patrone. Alcuni clienti si appropriarono del patrimonio di Matidia, la prozia di Marco Aurelio, causando un discusso caso

Sembra che la sua amicizia con Augusto si sia appannata a causa dei contrasti con il cognato Marco Claudio Marcello. Svetonio racconta infatti che, col pretesto di un lieve raffreddore, lasciò tutti e si ritirò a Mitilene, anche se la vera ragione era che l'imperatore gli preferiva Marcello.
Nel 23 a.C., Agrippa ricevette l'imperium proconsolare e fu nominato governatore in Siria, che governò dall'isola di Lesbo tramite un legato. Alla morte di Marcello, in quello stesso anno, fu richiamato a Roma da Augusto. Augusto, forse anche per consiglio di Mecenate, decise di legarlo alla famiglia imperiale rendendolo suo genero e Agrippa divorziò da Marcella per sposare Giulia maggiore nel 21 a.C., da poco vedova di Marcello.
Nel 19 a.C., Agrippa fu impiegato sia per sedare alcune rivolte in Gallia Comata e difendersi dai Germani, sia per spegnere definitivamente una nuova rivolta dei Cantabrici in Spagna. Fu nominato governatore della Siria una seconda volta nel 17 a.C., e lì la sua amministrazione giusta e gestione prudente gli fece guadagnare rispetto e benevolenza, particolarmente della popolazione ebraica. Agrippa inoltre ristabilì un efficace controllo romano sul Chersoneso Cimmerico (l'attuale Crimea) durante il suo governatorato.
Tornato dalla Siria, Augusto gli conferì la tribunicia potestas per altri cinque anni. L'ultimo servizio pubblico che Agrippa doveva portare avanti era la conquista dell'intero Illyricum. Agrippa, infatti, dopo aver attaccato quello stesso inverno (13/12 a.C.), spaventò talmente i Pannoni da farli desistere dalla ribellione tanto che il generale romano decise di tornare in Campania, dove nel marzo del 12 a.C. si ammalò e morì.
(Cassio Dione, LIV, 29.1.)
Dopo la sua morte nacque da Giulia l'ultimo dei suoi figli Marco Vipsanio Agrippa Postumo. Augusto onorò la sua memoria con un funerale magnifico, dove pronunciò l'orazione funebre, per poi farlo seppellire nel suo mausoleo. Si racconta che passò poi più di un mese in lutto per l'amico scomparso. Successivamente Augusto adottò i figli di Agrippa e di sua figlia Giulia, Gaio Cesare e Lucio Cesare, come suoi successori designati.
(Svetonio, Augustus, 64.)

### Eredità

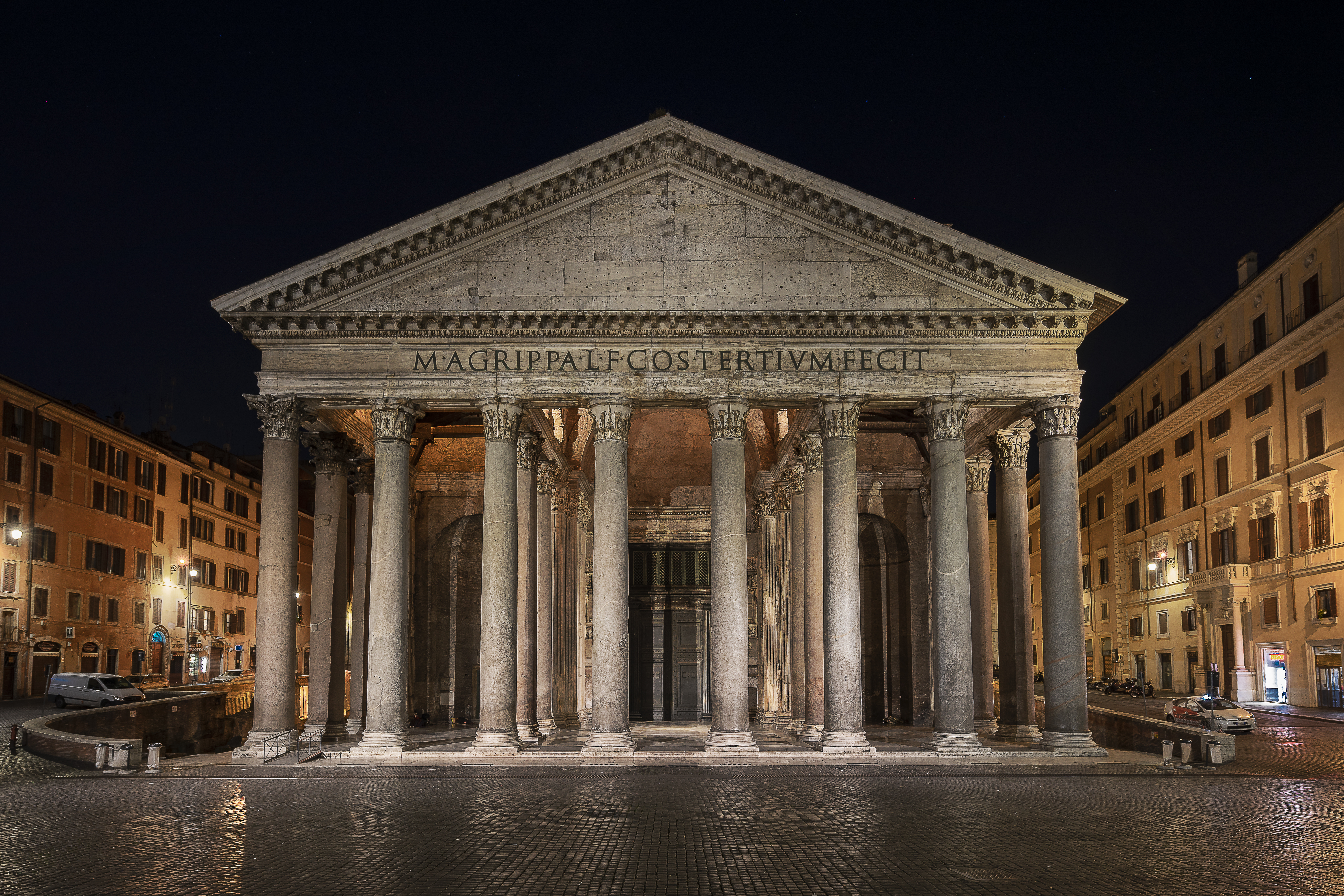
Il Pantheon di Adriano, che riporta sulla trabeazione l'iscrizione del precedente tempio costruito da Agrippa M·AGRIPPA·L·F·COS·TERTIVM·FECIT ("Marco Agrippa, figlio di Lucio, console per la terza volta, fece")

Agrippa inoltre si occupò di geografia: sotto la sua supervisione venne redatta una completa mappa dell'impero, che più tardi fu incisa su marmo da Augusto ed in seguito esposta in un colonnato da sua sorella Polla. Fra i suoi lavori è citata ancora un'autobiografia, ora perduta.
Alla sua morte, lasciò al popolo romano i suoi giardini (campus Agrippae) oltre a delle terme che portavano il suo nome, in modo che potesse lavarsi in modo gratuito, oltre a 400 sesterzi da distribuire ai cittadini di Roma. Lasciò quindi dei poderi all'amico fraterno, Augusto, il quale a sua volta li rese pubblici, usufruibili pertanto da tutti.
Marco Vipsanio Agrippa, con Gaio Cilnio Mecenate ed Ottaviano, fu un personaggio centrale nella creazione del principato, il sistema di governo dell'Impero romano che perdurò fino alla crisi del III secolo e la nascita del sistema della dominatio.

## Opere
| Immagine | Titolo                       | Data            | Paese            | Città                                   | Attribuzione e note               |
| -------- | ---------------------------- | --------------- | ---------------- | --------------------------------------- | --------------------------------- |
|          | Teatro romano di Ostia       | I secolo a.C.   | Italia           | Ostia                                   | Attribuzione certa.               |
|          | Via Agrippa                  | 40 a.C.-37 a.C. | Francia Germania | Provenza, Saintonge, Piccardia, Prussia | Attribuzione certa.               |
|          | Portus Iulius                | 37 a.C.         | Italia           | Pozzuoli                                | Attribuzione certa.               |
|          | Acquedotto romano del Serino | 33 a.C.-12 a.C. | Italia           | Campania                                | Attribuzione certa                |
|          | Horrea Agrippiana            | 33 a.C.         | Italia           | Roma                                    | Attribuzione certa.               |
|          | Aqua Iulia                   | 33 a.C.         | Italia           | Roma                                    | Attribuzione certa.               |
|          | Basilica di Nettuno          | 33 a.C.-25 a.C. | Italia           | Roma                                    | Attribuzione certa.               |
|          | Portico degli Argonauti      | 27 a.C.         | Italia           | Roma                                    | Attribuzione certa.               |
|          | Pantheon                     | 27 a.C.-25 a.C. | Italia           | Roma                                    | Attribuzione certa.               |
|          | Saepta Iulia                 | 26 a.C.         | Italia           | Roma                                    | Attribuzione certa. Completamento |
|          | Diribitorium di Agrippa      | 26 a.C.-12 a.C. | Italia           | Roma                                    | Attribuzione certa.               |
|          | Terme di Agrippa             | 25 a.C.         | Italia           | Roma                                    | Attribuzione certa.               |
|          | Aqua Virgo                   | 19 a.C.         | Italia           | Roma                                    | Attribuzione certa.               |
|          | Maison Carrée                | 19 a.C.-16 a.C. | Francia          | Nîmes                                   | Attribuzione certa.               |
|          | Ponte del Gard               | 17 a.C.         | Francia          | Nîmes                                   | Attribuzione certa.               |
|          | Teatro romano di Mérida      | 16 a.C.-15 a.C. | Spagna           | Mérida                                  | Attribuzione certa.               |
|          | Odeon di Agrippa             | 16 a.C.-14 a.C. | Grecia           | Atene                                   | Attribuzione certa.               |
|          | Porticus Vipsania            | 12 a.C.         | Italia           | Roma                                    | Attribuzione certa.               |

## Matrimoni e discendenza
Agrippa ebbe tre mogli: 
- Pomponia Cecilia Attica. Si sposarono nel 37 a.C. Lei morì, o i due divorziarono, prima del 28 a.C. Da lei ebbe due figlie:
  - Vipsania Agrippina. Divenne la prima moglie del futuro imperatore Tiberio.
  - Vipsania Attica. Sposò l'oratore Quinto Aterio.
- Claudia Marcella maggiore, figlia di Ottavia minore e nipote di Ottaviano Augusto. Si sposarono nel 28 a.C. e divorziarono nel 21 a.C. Da lei ebbe due figlie, mentre è incerto se abbiano avuto almeno un maschio morto nell'infanzia:
  - Vipsania Marcella. Sposò il generale Publio Quintilio Varo, comandante delle legioni sconfitte nella Battaglia di Teutoburgo.
  - Vipsania Marcellina. Sposò Marco Emilio Lepido, console nel 6.
- Giulia Maggiore, figlia di Ottaviano Augusto. Si sposarono nel 21 a.C. Da lei ebbe tre figli e due figlie:
  - Gaio Cesare. Venne adottato da Augusto come erede, ma morì prematuramente.
  - Vipsania Giulia Minore. Sposò Lucio Emilio Paolo, console nell'1.
  - Lucio Cesare. Venne adottato da Augusto come erede, ma morì prematuramente.
  - Vipsania Agrippina Maggiore. Sposò Germanico Giulio Cesare e fu madre dell'imperatore Caligola e nonna di Nerone.
  - Agrippa Postumo. Nato dopo la morte del padre, alla morte di Augusto venne associato al potere insieme a Tiberio, ma fu ucciso poco dopo. Il mandante e il motivo della sua morte è motivo di dibattito.

## Nei media moderni
- Agrippa è il protagonista dell'avventura dinamica Shadow of Rome.
- È anche uno dei nemici da affrontare nella campagna egizia dello strategico in tempo reale Rise and Fall: Civilizations at War.
- Nella serie TV Domina, Agrippa è interpretato da Oliver Huntingdon (da giovane) e da Ben Batt (da adulto).